# Unreife Persönlichkeitsstörung
Die Unreife Persönlichkeitsstörung ist eine ICD-10-Diagnose, die durch mangelnde emotionale Entwicklung, geringe Toleranz gegenüber Stress und Ängsten, Unfähigkeit zur Übernahme persönlicher Verantwortung und Abhängigkeit von altersunangemessenen Abwehrmechanismen gekennzeichnet ist. Die Störung hat im 21. Jahrhundert an Bedeutung gewonnen. Sie wird unter F60.8 „Andere spezifische Persönlichkeitsstörungen“ aufgeführt. Eine dänische Studie ergab, dass diese 6 anderen Typen zusammen 2,4 % aller Diagnosen von Persönlichkeitsstörungen ausmachten.
Differenzialdiagnostisch werden hier nur Erkrankte genannt, die keine geistigen Behinderungen aufweisen. Charakteristisch sind ineffektive Reaktionen auf soziale, psychologische und körperliche Anforderungen.

## Psychodynamik
Bei der Unreifen Persönlichkeitsstörung handelt es sich um eine Ich-Schwäche, die die Fähigkeit einschränkt, Impulse zu zügeln oder Ängste richtig zu modellieren. Die Betroffenen können die aggressiven und libidinösen Faktoren, die bei anderen Menschen im Spiel sind, nicht integrieren und sind daher nicht in der Lage, ihre eigenen Erfahrungen zu analysieren.
Sie kann durch eine neurobiologische Unreife der Gehirnfunktion, durch ein Kindheitstrauma oder andere Ursachen verursacht werden.

## In der Öffentlichkeit
In den 1980er Jahren wurde festgestellt, dass eine unreife Persönlichkeitsstörung eine der häufigsten Krankheiten war, die von der römisch-katholischen Kirche angeführt wurde, um die Annullierung unerwünschter Ehen zu erleichtern.
1978 wurde David Augustine Walton in Barbados vor Gericht gestellt, weil er zwei Passanten getötet hatte, die seiner Mutter und seiner Freundin nach einem Streit eine Mitfahrgelegenheit angeboten hatten, und er berief sich auf eine verminderte Zurechnungsfähigkeit aufgrund seiner unreifen Persönlichkeitsstörung; er wurde dennoch wegen Mordes verurteilt.
1989 wurde die Klage eines ehemaligen Mitarbeiters des Verkehrsministeriums von Wisconsin wegen Diskriminierung abgewiesen, nachdem er behauptet hatte, sein Arbeitsverhältnis sei aufgrund seiner unreifen Persönlichkeitsstörung und eines sexuellen Fetischs beendet worden, bei dem er Frauen, deren Fahrtauglichkeit er testete, Schokoriegel unter das Gesäß schob.
In einem australischen Fall aus dem Jahr 1994, in dem es um Arbeitslosenunterstützung ging, wurde festgestellt, dass eine bloße persönliche Abneigung gegen eine bestimmte Arbeit nicht relevant ist, dass aber ein Zustand (wie eine unreife Persönlichkeitsstörung) ansonsten geeignete Perspektiven ausschließen kann.
Im Jahr 2017 durfte eine Person, deren einzige Diagnose eine unreife Persönlichkeitsstörung war, aufgrund der belgischen Euthanasiegesetze, die eine medizinische Diagnose eines lebenslangen Zustands, der das Wohlbefinden beeinträchtigen könnte, voraussetzen, sterben.